# Élections cantonales de 2011 dans les Yvelines
Les élections cantonales ont eu lieu les 20 et 27 mars 2011.

## Contexte départemental

### Assemblée départementale sortante
Avant les élections, le conseil général des Yvelines est présidé par Alain Schmitz (UMP). Il comprend 39 conseillers généraux issus des 39 cantons des Yvelines. 20 d'entre eux sont renouvelables lors de ces élections. 
| Parti                             | Sigle | Sigle | Élus |
| --------------------------------- | ----- | ----- | ---- |
| Majorité (28 sièges)              |       |       |      |
| Union pour un mouvement populaire |       | UMP   | 23   |
| Divers droite                     |       | DVD   | 2    |
| Nouveau Centre                    |       | NC    | 1    |
| Parti chrétien-démocrate          |       | PCD   | 1    |
| Divers                            |       | DIV   | 1    |
| Opposition (11 sièges)            |       |       |      |
| Parti socialiste                  |       | PS    | 9    |
| Parti communiste français         |       | PCF   | 1    |
| Divers gauche                     |       | DVG   | 1    |
| Président du conseil général      |       |       |      |
| Alain Schmitz (UMP)               |       |       |      |

## Résultats à l'échelle du département

### Répartition des sièges
|        |  |               | Renouvelables | Renouvelables | Élus | Élus |
| ------ |  | ------------- | ------------- | ------------- | ---- | ---- |
| Gauche |  | PCF           | 1             | 8             | 1    | 8    |
| Gauche |  | PS            | 4             | 8             | 3    | 8    |
| Gauche |  | Divers gauche | 1             | 8             | 1    | 8    |
| Gauche |  | EÉLV          | 0             | 8             | 1    | 8    |
| Droite |  | UMP           | 14            | 14            | 10   | 14   |
| Droite |  | Divers droite | 0             | 14            | 3    | 14   |
| Droite |  | PCD           | 0             | 14            | 1    | 14   |

### Assemblée départementale à l'issue des élections
| Parti                             | Sigle | Sigle | Élus |
| --------------------------------- | ----- | ----- | ---- |
| Majorité (28 sièges)              |       |       |      |
| Union pour un mouvement populaire |       | UMP   | 19   |
| Divers droite                     |       | DVD   | 5    |
| Nouveau Centre                    |       | NC    | 1    |
| Parti chrétien-démocrate          |       | PCD   | 2    |
| Divers                            |       | DIV   | 1    |
| Opposition (11 sièges)            |       |       |      |
| Parti socialiste                  |       | PS    | 8    |
| Parti communiste français         |       | PCF   | 1    |
| Divers gauche                     |       | DVG   | 1    |
| Europe Écologie Les Verts         |       | EÉLV  | 1    |
| Président du conseil général      |       |       |      |
| Alain Schmitz (UMP)               |       |       |      |

## Résultats par canton

### Canton d'Andrésy
| Candidats      | Candidats        | Étiquette      | Premier tour | Premier tour | Second tour | Second tour |
| Candidats      | Candidats        | Étiquette      | Voix         | %            | Voix        | %           |
| -------------- | ---------------- | -------------- | ------------ | ------------ | ----------- | ----------- |
|                | Hugues Ribault*  | UMP            | 1 807        | 29,09        | 2 686       | 41,24       |
|                | Joël Tissier     | EELV           | 1 656        | 26,66        | 3 827       | 58,76       |
|                | Michèle Chateau  | PS             | 1 104        | 17,77        |             |             |
|                | François Siméoni | FN             | 1 052        | 16,93        |             |             |
|                | Mouni Coudoux    | FG             | 229          | 3,69         |             |             |
|                | Philippe Gautry  | DVD            | 195          | 3,14         |             |             |
|                | Jean-Claude Frot | MoDem          | 169          | 2,72         |             |             |
|                |                  |                |              |              |             |             |
| Inscrits       | Inscrits         | Inscrits       | 16 466       | 100,00       | 16 465      | 100,00      |
| Abstentions    | Abstentions      | Abstentions    | 10 162       | 61,72        | 9 666       | 58,71       |
| Votants        | Votants          | Votants        | 6 304        | 38,28        | 6 799       | 41,29       |
| Blancs et nuls | Blancs et nuls   | Blancs et nuls | 92           | 1,46         | 286         | 4,21        |
| Exprimés       | Exprimés         | Exprimés       | 6 212        | 98,54        | 513         | 95,79       |

*sortant

### Canton d'Aubergenville
| Candidats      | Candidats          | Étiquette      | Premier tour | Premier tour | Second tour | Second tour |
| Candidats      | Candidats          | Étiquette      | Voix         | %            | Voix        | %           |
| -------------- | ------------------ | -------------- | ------------ | ------------ | ----------- | ----------- |
|                | Laurent Richard    | UMP            | 3 019        | 40,07        | 4 820       | 67,22       |
|                | Vénussia Myrtil    | FN             | 1 821        | 24,17        | 2 350       | 32,78       |
|                | Kristell Lamandé   | PS             | 1 224        | 16,25        |             |             |
|                | Mohamed Zerkoun    | EÉLV           | 748          | 9,93         |             |             |
|                | David Jourand      | FG (PG)        | 283          | 3,76         |             |             |
|                | Guillaume Sebileau | DVD            | 255          | 3,38         |             |             |
|                | Fabienne Lauret    | NPA            | 184          | 2,44         |             |             |
|                |                    |                |              |              |             |             |
| Inscrits       | Inscrits           | Inscrits       | 21 395       | 100,00       | 21 395      | 100,00      |
| Abstentions    | Abstentions        | Abstentions    | 13 681       | 63,94        | 13 401      | 62,64       |
| Votants        | Votants            | Votants        | 7 714        | 36,06        | 7 994       | 37,36       |
| Blancs et nuls | Blancs et nuls     | Blancs et nuls | 180          | 2,33         | 824         | 10,31       |
| Exprimés       | Exprimés           | Exprimés       | 7 534        | 97,67        | 7 170       | 89,69       |

*sortant

### Canton de la Celle-Saint-Cloud
| Candidats      | Candidats          | Étiquette      | Premier tour | Premier tour | Second tour | Second tour |
| Candidats      | Candidats          | Étiquette      | Voix         | %            | Voix        | %           |
| -------------- | ------------------ | -------------- | ------------ | ------------ | ----------- | ----------- |
|                | Olivier Delaporte* | UMP            | 3 638        | 52,00        | 4 481       | 65,10       |
|                | Frédéric Alexandre | PS             | 1 260        | 18,01        | 2 402       | 34,90       |
|                | Gérard Lévy        | EÉLV           | 946          | 13,52        |             |             |
|                | Olivier Roussel    | FN             | 900          | 12,86        |             |             |
|                | Michel Chaumont    | FG (PCF)       | 252          | 3,60         |             |             |
|                |                    |                |              |              |             |             |
| Inscrits       | Inscrits           | Inscrits       | 20 512       | 100,00       | 20 513      | 100,00      |
| Abstentions    | Abstentions        | Abstentions    | 13 408       | 65,37        | 13 357      | 65,11       |
| Votants        | Votants            | Votants        | 7 104        | 34,63        | 7 156       | 34,89       |
| Blancs et nuls | Blancs et nuls     | Blancs et nuls | 108          | 1,52         | 273         | 3,81        |
| Exprimés       | Exprimés           | Exprimés       | 6 996        | 98,48        | 6 883       | 96,19       |

*sortant

### Canton du Chesnay-Rocquencourt
| Candidats      | Candidats             | Étiquette      | Premier tour | Premier tour | Second tour | Second tour |
| Candidats      | Candidats             | Étiquette      | Voix         | %            | Voix        | %           |
| -------------- | --------------------- | -------------- | ------------ | ------------ | ----------- | ----------- |
|                | Philippe Brillault    | DVD            | 2 762        | 31,49        | 4 219       | 52,37       |
|                | Jean-Louis Berthet*   | UMP            | 2 762        | 31,49        | 3 837       | 47,63       |
|                | Jean-Philippe Lemaire | FN             | 1 124        | 12,82        |             |             |
|                | Claire Mourier        | PS             | 801          | 9,13         |             |             |
|                | Laurence Ladurée      | EÉLV           | 727          | 8,29         |             |             |
|                | Marie Durand-Smet     | SE             | 403          | 4,60         |             |             |
|                | Georges Masson        | FG (PCF)       | 191          | 2,18         |             |             |
|                |                       |                |              |              |             |             |
| Inscrits       | Inscrits              | Inscrits       | 23 140       | 100,00       | 23 137      | 100,00      |
| Abstentions    | Abstentions           | Abstentions    | 14 270       | 58,72        | 14 523      | 62,77       |
| Votants        | Votants               | Votants        | 8 870        | 41,28        | 8 614       | 37,23       |
| Blancs et nuls | Blancs et nuls        | Blancs et nuls | 100          | 1,13         | 558         | 6,48        |
| Exprimés       | Exprimés              | Exprimés       | 8 770        | 98,87        | 8 056       | 93,52       |

*sortant

### Canton de Conflans-Sainte-Honorine
| Candidats      | Candidats            | Étiquette      | Premier tour | Premier tour | Second tour | Second tour |
| Candidats      | Candidats            | Étiquette      | Voix         | %            | Voix        | %           |
| -------------- | -------------------- | -------------- | ------------ | ------------ | ----------- | ----------- |
|                | Philippe Esnol*      | PS             | 3 435        | 38,34        | 6 754       | 70,74       |
|                | Alain Raclin         | FN             | 1 809        | 20,19        | 2 793       | 29,26       |
|                | Christophe Quenet    | EÉLV           | 1 762        | 19,67        |             |             |
|                | Jean-François Rebora | UMP            | 1 184        | 13,21        |             |             |
|                | Grégoire Etienne     | FG (PCF)       | 479          | 5,35         |             |             |
|                | Jean-Florent Campion | NC             | 285          | 3,18         |             |             |
|                | Christophe Ondet     | PPLD           | 6            | 0,07         |             |             |
|                |                      |                |              |              |             |             |
| Inscrits       | Inscrits             | Inscrits       | 23 595       | 100,00       | 23 591      | 100,00      |
| Abstentions    | Abstentions          | Abstentions    | 14 485       | 61,39        | 13 366      | 56,66       |
| Votants        | Votants              | Votants        | 9 110        | 38,61        | 10 225      | 43,34       |
| Blancs et nuls | Blancs et nuls       | Blancs et nuls | 150          | 1,65         | 678         | 6,63        |
| Exprimés       | Exprimés             | Exprimés       | 8 960        | 98,35        | 9 547       | 93,37       |

*sortant

### Canton de Guerville
| Candidats      | Candidats                   | Étiquette      | Premier tour | Premier tour | Second tour | Second tour |
| Candidats      | Candidats                   | Étiquette      | Voix         | %            | Voix        | %           |
| -------------- | --------------------------- | -------------- | ------------ | ------------ | ----------- | ----------- |
|                | Pierre Blévin*              | PS             | 1 475        | 26,68        | 2 501       | 46,54       |
|                | Maryse Di Bernardo          | DVD            | 1 463        | 26,47        | 2 873       | 53,46       |
|                | Benoit De Carrara           | FN             | 1 339        | 24,22        |             |             |
|                | Bernard Choquier            | EÉLV           | 620          | 11,22        |             |             |
|                | Christophe Horen            | DVD            | 358          | 6,48         |             |             |
|                | Matthieu Brunet             | FG (PCF)       | 185          | 3,35         |             |             |
|                | Leïllah Frédérika Matyjasik | DVD            | 88           | 1,59         |             |             |
|                |                             |                |              |              |             |             |
| Inscrits       | Inscrits                    | Inscrits       | 13 776       | 100,00       | 13 776      | 100,00      |
| Abstentions    | Abstentions                 | Abstentions    | 8 123        | 58,96        | 7 983       | 57,95       |
| Votants        | Votants                     | Votants        | 5 653        | 41,04        | 5 793       | 42,05       |
| Blancs et nuls | Blancs et nuls              | Blancs et nuls | 125          | 2,21         | 419         | 7,23        |
| Exprimés       | Exprimés                    | Exprimés       | 5 528        | 97,79        | 5 374       | 92,77       |

*sortant

### Canton de Houdan
| Candidats      | Candidats          | Étiquette      | Premier tour | Premier tour | Second tour | Second tour |
| Candidats      | Candidats          | Étiquette      | Voix         | %            | Voix        | %           |
| -------------- | ------------------ | -------------- | ------------ | ------------ | ----------- | ----------- |
|                | Jean-Marie Tétart* | UMP            | 3 768        | 48,46        | 5 640       | 75,05       |
|                | Elie Prudhomme     | FN             | 1 495        | 19,23        | 1 875       | 24,95       |
|                | Joël Chérioux      | PS             | 1 261        | 16,22        |             |             |
|                | Marie Banerjee     | EÉLV           | 966          | 286          |             |             |
|                | Tilia Mezieres     | PCF            | 286          | 3,68         |             |             |
|                |                    |                |              |              |             |             |
| Inscrits       | Inscrits           | Inscrits       | 18 345       | 100,00       | 18 343      | 100,00      |
| Abstentions    | Abstentions        | Abstentions    | 10 418       | 56,79        | 10 153      | 55,35       |
| Votants        | Votants            | Votants        | 7 927        | 43,21        | 8 190       | 44,65       |
| Blancs et nuls | Blancs et nuls     | Blancs et nuls | 151          | 1,90         | 675         | 8,24        |
| Exprimés       | Exprimés           | Exprimés       | 7 776        | 98,10        | 7 515       | 91,76       |

*sortant

### Canton de Limay
| Candidats      | Candidats            | Étiquette      | Premier tour | Premier tour | Second tour | Second tour |
| Candidats      | Candidats            | Étiquette      | Voix         | %            | Voix        | %           |
| -------------- | -------------------- | -------------- | ------------ | ------------ | ----------- | ----------- |
|                | Jacques Saint-Amaux* | FG (PCF)       | 4 505        | 44,75        | 7 050       | 67,65       |
|                | William Cardon       | FN             | 2 213        | 21,98        | 3 371       | 32,35       |
|                | Raphaël Cognet       | UMP            | 1 956        | 19,43        |             |             |
|                | Cédric Gouy          | EÉLV           | 1 058        | 10,51        |             |             |
|                | Maurice Martin       | POI            | 169          | 1,69         |             |             |
|                | Robert Gronoff       | DLR            | 166          | 1,65         |             |             |
|                |                      |                |              |              |             |             |
| Inscrits       | Inscrits             | Inscrits       | 27 909       | 100,00       | 27 909      | 100,00      |
| Abstentions    | Abstentions          | Abstentions    | 17 581       | 62,99        | 16 593      | 59,45       |
| Votants        | Votants              | Votants        | 10 328       | 37,01        | 11 316      | 40,55       |
| Blancs et nuls | Blancs et nuls       | Blancs et nuls | 261          | 2,53         | 895         | 7,91        |
| Exprimés       | Exprimés             | Exprimés       | 10 067       | 97,47        | 10 421      | 92,09       |

*sortant

### Canton de Marly-le-Roi
| Candidats      | Candidats             | Étiquette      | Premier tour | Premier tour | Second tour | Second tour |
| Candidats      | Candidats             | Étiquette      | Voix         | %            | Voix        | %           |
| -------------- | --------------------- | -------------- | ------------ | ------------ | ----------- | ----------- |
|                | Pierre Lequiller*     | UMP            | 3 805        | 45,72        | 4 934       | 62,66       |
|                | Sandrine Dubos        | PS             | 1 265        | 15,20        | 2 940       | 37,34       |
|                | Christian Castellanet | EÉLV           | 1 173        | 14,09        |             |             |
|                | Alain Repetto         | FN             | 1 028        | 12,35        |             |             |
|                | Jean-Claude Merle     | FG (PCF)       | 508          | 6,10         |             |             |
|                |                       |                |              |              |             |             |
| Inscrits       | Inscrits              | Inscrits       | 20 433       | 100,00       | 3 294       | 100,00      |
| Abstentions    | Abstentions           | Abstentions    | 11 998       | 58,72        | 12 185      | 59,63       |
| Votants        | Votants               | Votants        | 8 435        | 41,28        | 8 248       | 40,37       |
| Blancs et nuls | Blancs et nuls        | Blancs et nuls | 112          | 1,33         | 374         | 4,53        |
| Exprimés       | Exprimés              | Exprimés       | 8 323        | 98,67        | 7 874       | 95,47       |

*sortant

### Canton de Montfort-l'Amaury
| Candidats      | Candidats           | Étiquette      | Premier tour | Premier tour | Second tour | Second tour |
| Candidats      | Candidats           | Étiquette      | Voix         | %            | Voix        | %           |
| -------------- | ------------------- | -------------- | ------------ | ------------ | ----------- | ----------- |
|                | Hervé Planchenault* | UMP            | 5 901        | 43,50        | 7 781       | 57,48       |
|                | Philippe Heurtevent | EÉLV           | 2 936        | 21,64        | 5 756       | 42,52       |
|                | Rémi Bourgeolet     | PS             | 2 209        | 16,28        |             |             |
|                | Boris Robert        | FN             | 2 072        | 15,27        |             |             |
|                | Catherine Lasserre  | FG (PCF)       | 447          | 3,30         |             |             |
|                |                     |                |              |              |             |             |
| Inscrits       | Inscrits            | Inscrits       | 31 531       | 100,00       | 31 527      | 100,00      |
| Abstentions    | Abstentions         | Abstentions    | 17 742       | 56,27        | 17 342      | 55,01       |
| Votants        | Votants             | Votants        | 13 789       | 43,73        | 14 185      | 44,99       |
| Blancs et nuls | Blancs et nuls      | Blancs et nuls | 224          | 1,62         | 648         | 4,57        |
| Exprimés       | Exprimés            | Exprimés       | 13 565       | 98,38        | 13 537      | 95,43       |

*sortant

### Canton du Pecq
| Candidats      | Candidats        | Étiquette      | Premier tour | Premier tour | Second tour | Second tour |
| Candidats      | Candidats        | Étiquette      | Voix         | %            | Voix        | %           |
| -------------- | ---------------- | -------------- | ------------ | ------------ | ----------- | ----------- |
|                | Daniel Level*    | UMP            | 2 543        | 40,96        | 3 713       | 62,59       |
|                | Michel Stoffel   | PS             | 1 110        | 17,88        | 2 219       | 37,41       |
|                | Gilles Lamy      | EÉLV           | 992          | 15,98        |             |             |
|                | Thibault Geffroy | FN             | 857          | 13,80        |             |             |
|                | Xavier Roche     | DVD            | 447          | 7,20         |             |             |
|                | Dimitri Debord   | FG (PCF)       | 164          | 2,64         |             |             |
|                |                  |                |              |              |             |             |
| Inscrits       | Inscrits         | Inscrits       | 16 973       | 100,00       | 16 970      | 100,00      |
| Abstentions    | Abstentions      | Abstentions    | 10 681       | 62,93        | 10 697      | 63,03       |
| Votants        | Votants          | Votants        | 6 292        | 37,07        | 6 273       | 36,97       |
| Blancs et nuls | Blancs et nuls   | Blancs et nuls | 83           | 1,32         | 341         | 5,44        |
| Exprimés       | Exprimés         | Exprimés       | 6 209        | 98,68        | 5 932       | 94,56       |

*sortant

### Canton de Plaisir
| Candidats      | Candidats               | Étiquette      | Premier tour | Premier tour | Second tour | Second tour |
| Candidats      | Candidats               | Étiquette      | Voix         | %            | Voix        | %           |
| -------------- | ----------------------- | -------------- | ------------ | ------------ | ----------- | ----------- |
|                | Jean-Michel Gourdon*    | PS             | 3 546        | 32,98        | 6 715       | 60,51       |
|                | Véronique Cotte-Millard | UMP            | 2 927        | 27,22        | 4 382       | 39,49       |
|                | Bernard Huet            | FN             | 1 714        | 15,94        |             |             |
|                | Aminata Mondin          | EÉLV           | 1 455        | 13,53        |             |             |
|                | Tiphaine Ducharne       | FG (PG)        | 592          | 5,51         |             |             |
|                | Bruno Tabary            | MoDem          | 519          | 4,83         |             |             |
|                |                         |                |              |              |             |             |
| Inscrits       | Inscrits                | Inscrits       | 30 579       | 100,00       | 30 580      | 100,00      |
| Abstentions    | Abstentions             | Abstentions    | 19 611       | 64,13        | 18 858      | 61,67       |
| Votants        | Votants                 | Votants        | 10 968       | 35,87        | 11 722      | 38,33       |
| Blancs et nuls | Blancs et nuls          | Blancs et nuls | 215          | 1,96         | 625         | 5,33        |
| Exprimés       | Exprimés                | Exprimés       | 10 753       | 98,04        | 11 097      | 94,67       |

*sortant

### Canton de Poissy-Sud
| Candidats      | Candidats        | Étiquette      | Premier tour | Premier tour | Second tour | Second tour |
| Candidats      | Candidats        | Étiquette      | Voix         | %            | Voix        | %           |
| -------------- | ---------------- | -------------- | ------------ | ------------ | ----------- | ----------- |
|                | Karl Olive       | UMP            | 2 020        | 39,65        | 3 044       | 60,69       |
|                | Frédérik Bernard | PS             | 1 012        | 19,87        | 1 972       | 39,31       |
|                | Michel Smadja    | FN             | 889          | 17,45        |             |             |
|                | Jeanne Pothier   | EÉLV           | 563          | 11,05        |             |             |
|                | Michel Dupart    | NC             | 424          | 8,32         |             |             |
|                | Louis Mehay      | FG (PCF)       | 186          | 3,65         |             |             |
|                |                  |                |              |              |             |             |
| Inscrits       | Inscrits         | Inscrits       | 14 138       | 100,00       | 14 138      | 100,00      |
| Abstentions    | Abstentions      | Abstentions    | 8 962        | 63,39        | 8 830       | 62,46       |
| Votants        | Votants          | Votants        | 5 176        | 36,61        | 5 308       | 37,54       |
| Blancs et nuls | Blancs et nuls   | Blancs et nuls | 82           | 1,58         | 292         | 5,50        |
| Exprimés       | Exprimés         | Exprimés       | 5 094        | 98,42        | 5 016       | 94,50       |

*sortant

### Canton de Saint-Arnoult-en-Yvelines
| Candidats      | Candidats          | Étiquette      | Premier tour | Premier tour | Second tour | Second tour |
| Candidats      | Candidats          | Étiquette      | Voix         | %            | Voix        | %           |
| -------------- | ------------------ | -------------- | ------------ | ------------ | ----------- | ----------- |
|                | Jean-Louis Barth * | DVG            | 2 123        | 31,65        | 3 973       | 57,70       |
|                | Benoit Petitprez   | UMP            | 1 685        | 25,12        | 2 913       | 42,30       |
|                | Philippe Chevrier  | FN             | 1 096        | 16,34        |             |             |
|                | Patricia Millot    | EÉLV           | 1 086        | 16,19        |             |             |
|                | Raymond Besco      | FG (PG)        | 242          | 3,61         |             |             |
|                | Michel Finck       | NC             | 171          | 2,55         |             |             |
|                | Jean-Luc Vogel     | DVD            | 153          | 2,28         |             |             |
|                | Toni Antonios      | MoDem          | 133          | 1,98         |             |             |
|                | Jérémy Bizet       | ECO            | 18           | 0,27         |             |             |
|                |                    |                |              |              |             |             |
| Inscrits       | Inscrits           | Inscrits       | 15 948       | 100,00       | 15 948      | 100,00      |
| Abstentions    | Abstentions        | Abstentions    | 9 109        | 57,12        | 8 633       | 54,13       |
| Votants        | Votants            | Votants        | 6 839        | 42,88        | 7 315       | 45,87       |
| Blancs et nuls | Blancs et nuls     | Blancs et nuls | 132          | 1,93         | 429         | 5,86        |
| Exprimés       | Exprimés           | Exprimés       | 6 707        | 98,07        | 6 886       | 94,14       |

*sortant

### Canton de Saint-Cyr-l'École
| Candidats      | Candidats             | Étiquette      | Premier tour | Premier tour | Second tour | Second tour |
| Candidats      | Candidats             | Étiquette      | Voix         | %            | Voix        | %           |
| -------------- | --------------------- | -------------- | ------------ | ------------ | ----------- | ----------- |
|                | Jean-Philippe Mallé   | PS             | 2 938        | 29,84        | 5 807       | 58,70       |
|                | Jean-Jacques Lasserre | UMP            | 2 351        | 23,88        | 4 085       | 41,30       |
|                | Jacques Dairou        | FN             | 1 657        | 16,83        |             |             |
|                | Françoise Fiat        | EÉLV           | 1 349        | 13,70        |             |             |
|                | Estelle Chauveau      | FG (PCF)       | 794          | 8,06         |             |             |
|                | Sylvia Cantaluppi     | DLR            | 245          | 2,49         |             |             |
|                | Etienne Erasmus       | DVD            | 513          | 5,21         |             |             |
|                |                       |                |              |              |             |             |
| Inscrits       | Inscrits              | Inscrits       | 26 327       | 100,00       | 26 326      | 100,00      |
| Abstentions    | Abstentions           | Abstentions    | 16 272       | 61,81        | 15 818      | 60,09       |
| Votants        | Votants               | Votants        | 10 055       | 38,19        | 10 508      | 39,91       |
| Blancs et nuls | Blancs et nuls        | Blancs et nuls | 208          | 2,07         | 616         | 5,86        |
| Exprimés       | Exprimés              | Exprimés       | 9 847        | 97,93        | 9 892       | 94,14       |

*sortant

### Canton de Saint-Germain-en-Laye-Sud
| Candidats      | Candidats           | Étiquette      | Premier tour | Premier tour | Second tour | Second tour |
| Candidats      | Candidats           | Étiquette      | Voix         | %            | Voix        | %           |
| -------------- | ------------------- | -------------- | ------------ | ------------ | ----------- | ----------- |
|                | Catherine Péricard* | UMP            | 1 960        | 32,08        | 2 430       | 49,11       |
|                | Philippe Pivert     | DVD            | 1 132        | 18,53        | 2 518       | 50,89       |
|                | Pascal Lévêque      | PS             | 988          | 16,17        |             |             |
|                | Jérôme D'Halluin    | FN             | 827          | 13,54        |             |             |
|                | Géraldine Poisson   | EÉLV           | 661          | 10,82        |             |             |
|                | Bertrand Dargnies   | PCD            | 346          | 5,66         |             |             |
|                | Nicole Frydman      | FG (PG)        | 195          | 3,19         |             |             |
|                |                     |                |              |              |             |             |
| Inscrits       | Inscrits            | Inscrits       | 18 565       | 100,00       | 18 564      | 100,00      |
| Abstentions    | Abstentions         | Abstentions    | 12 371       | 66,64        | 13 022      | 70,15       |
| Votants        | Votants             | Votants        | 6 194        | 33,36        | 5 542       | 29,85       |
| Blancs et nuls | Blancs et nuls      | Blancs et nuls | 85           | 1,37         | 594         | 10,72       |
| Exprimés       | Exprimés            | Exprimés       | 6 109        | 98,63        | 4 948       | 89,28       |

*sortant

### Canton de Sartrouville
| Candidats      | Candidats               | Étiquette      | Premier tour | Premier tour | Second tour | Second tour |
| Candidats      | Candidats               | Étiquette      | Voix         | %            | Voix        | %           |
| -------------- | ----------------------- | -------------- | ------------ | ------------ | ----------- | ----------- |
|                | Pierre Fond*            | UMP            | 4 981        | 50,03        | 6 176       | 61,98       |
|                | Sylvie Piejus           | PS             | 1 732        | 17,39        | 3 787       | 38,01       |
|                | Marie-Françoise Lagroua | FN             | 1 310        | 13,15        |             |             |
|                | Romain Chiaradia        | EÉLV           | 999          | 10,03        |             |             |
|                | Sylvie Grillet          | FG (PCF)       | 933          | 9,37         |             |             |
|                |                         |                |              |              |             |             |
| Inscrits       | Inscrits                | Inscrits       | 28 527       | 100,00       | 28 521      | 100,00      |
| Abstentions    | Abstentions             | Abstentions    | 18 462       | 64,71        | 18 204      | 63,82       |
| Votants        | Votants                 | Votants        | 10 065       | 35,28        | 10 317      | 36,17       |
| Blancs et nuls | Blancs et nuls          | Blancs et nuls | 110          | 1,10         | 354         | 3,43        |
| Exprimés       | Exprimés                | Exprimés       | 9 955        | 98,90        | 9 963       | 96,56       |

*sortant

### Canton de Versailles-Nord-Ouest
| Candidats      | Candidats               | Étiquette      | Premier tour | Premier tour | Second tour | Second tour |
| Candidats      | Candidats               | Étiquette      | Voix         | %            | Voix        | %           |
| -------------- | ----------------------- | -------------- | ------------ | ------------ | ----------- | ----------- |
|                | Bertrand Devys*         | UMP            | 2 402        | 31,79        | 2 786       | 47,14       |
|                | Olivier De La Faire     | DVD            | 1 243        | 16,45        | 3 124       | 52,86       |
|                | Dominique Touly         | FN             | 1 059        | 14,02        |             |             |
|                | Pierre-Étienne Valadier | DVD            | 840          | 11,12        |             |             |
|                | Catherine Nicolas       | PS             | 789          | 10,44        |             |             |
|                | Brigitte Bouchet        | EÉLV           | 743          | 9,83         |             |             |
|                | Ivan Corvaisier         | MoDem          | 4,75         | 3,59         |             |             |
|                | Antoine Casanova        | FG (PCF)       | 121          | 1,60         |             |             |
|                |                         |                |              |              |             |             |
| Inscrits       | Inscrits                | Inscrits       | 19 091       | 100,00       | 19 091      | 100,00      |
| Abstentions    | Abstentions             | Abstentions    | 11 468       | 60,07        | 12 462      | 65,28       |
| Votants        | Votants                 | Votants        | 7 623        | 39,93        | 6 629       | 34,72       |
| Blancs et nuls | Blancs et nuls          | Blancs et nuls | 67           | 0,88         | 719         | 10,85       |
| Exprimés       | Exprimés                | Exprimés       | 7 556        | 99,12        | 5 910       | 89,15       |

*sortant

### Canton de Versailles-Sud
| Candidats      | Candidats                    | Étiquette      | Premier tour | Premier tour | Second tour | Second tour |
| Candidats      | Candidats                    | Étiquette      | Voix         | %            | Voix        | %           |
| -------------- | ---------------------------- | -------------- | ------------ | ------------ | ----------- | ----------- |
|                | Jean-Marc Le Rudulier        | UMP            | 2 356        | 23,00        | 3 589       | 39,78       |
|                | Marie-Hélène Aubert          | DVD            | 1 618        | 15,80        | 5 432       | 60,22       |
|                | Michel Rombaut               | PS             | 1 562        | 15,25        |             |             |
|                | François-Xavier De L'Estangv | 1 421          | 13,87        |              |             |             |
|                | Annie Coupas                 | EÉLV           | 1 328        | 12,96        |             |             |
|                | Flavien Bazenet              | MoDem          | 678          | 6,62         |             |             |
|                | Arnaud Mercier               | DVD            | 407          | 3,97         |             |             |
|                | Brice Charpigny              | SE             | 377          | 3,68         |             |             |
|                | Béatrice Arrieta             | FG (PCF)       | 259          | 2,53         |             |             |
|                | Philippe Saury               | DVD            | 183          | 1,79         |             |             |
|                | Jean-Pierre Battais          | POI            | 54           | 0,53         |             |             |
|                |                              |                |              |              |             |             |
| Inscrits       | Inscrits                     | Inscrits       | 27 426       | 100,00       | 27 426      | 100,00      |
| Abstentions    | Abstentions                  | Abstentions    | 17 044       | 62,15        | 17 597      | 64,16       |
| Votants        | Votants                      | Votants        | 10 382       | 37,85        | 9 829       | 35,84       |
| Blancs et nuls | Blancs et nuls               | Blancs et nuls | 139          | 1,34         | 808         | 8,22        |
| Exprimés       | Exprimés                     | Exprimés       | 10 243       | 98,66        | 9 021       | 91,78       |

### Canton du Vésinet
| Candidats      | Candidats           | Étiquette      | Premier tour | Premier tour | Second tour | Second tour |
| Candidats      | Candidats           | Étiquette      | Voix         | %            | Voix        | %           |
| -------------- | ------------------- | -------------- | ------------ | ------------ | ----------- | ----------- |
|                | Jean-François Bel*  | UMP            | 4 300        | 50,43        | 5 336       | 64,47       |
|                | Frédérique Rogé     | PS             | 1 135        | 13,31        | 2 941       | 35,53       |
|                | Anne-Lise Leibiusky | EÉLV           | 1 144        | 13,42        |             |             |
|                | Dominique Bernard   | FN             | 1 017        | 11,93        |             |             |
|                | Jean-Nicolas Becue  | M-NC           | 631          | 7,40         |             |             |
|                | Jean-Pierre Cret    | FG (PCF)       | 299          | 3,51         |             |             |
|                |                     |                |              |              |             |             |
| Inscrits       | Inscrits            | Inscrits       | 22 016       | 100,00       | 22 016      | 100,00      |
| Abstentions    | Abstentions         | Abstentions    | 13 371       | 60,73        | 13 431      | 61,01       |
| Votants        | Votants             | Votants        | 8 645        | 39,27        | 8 585       | 38,99       |
| Blancs et nuls | Blancs et nuls      | Blancs et nuls | 119          | 0,54         | 308         | 3,59        |
| Exprimés       | Exprimés            | Exprimés       | 8 526        | 38,73        | 8 277       | 96,41       |

*sortant